# Франс Прес
Агентство Франс Прес (фр. L'Agence France-Presse, AFP) — французька інформаційна агенція, заснована у 1944 році у Парижі. На сьогоднішній день є одним із найбільших міжнародних постачальників новин (третім після Associated Press та Reuters). До структури AFP входять 200 інформаційних бюро у 150 країнах світу, в яких працює близько 2326 журналістів. Новини агенції транслюються на декількох іноземних мовах: французька, англійська, арабська, португальська, іспанська, китайська та німецька.
Попередником AFP була агенція Авас (Agence Havas), яку за часів Другої світової війни перейменували в «Office Français d'Information».  У 1944 р. агенція стала називатися «Agence France-Presse».

## Історія

### Заснування
У 1832 році у Парижі було засновано бюро друку, яке займалося перекладом закордонних новин. Вже у 1835 році його засновник — Шарль-Луї Авас — створює власну інформаційну агенцію Agence Havas («Авас») та оголошує її «Agence des Feuilles Politiques» («Агенцією політичних листків»). На той час в агенції працювало всього 10 перекладачів. Головною ціллю створеної агенції було швидке отримання останньої інформації з Лондонської біржі. Цікаво, що новини Авас отримував не тільки за допомогою пошти, яка доставлялася на поїздах та спеціальних екіпажах, а й за допомогою приручених голубів. Двоє його робітників — Пол Рейтер та Бернард Вольф, згодом заснували власні агенції в Лондоні та Берліні, у 1849 та 1851 роках відповідно. З 1835 до 1875 року Agence Havas знаходилась на вулиці Жана-Жака Русо у Парижі, навпроти головного поштового відділення. У 1852 році агенція перейшла до рук синів Шарля-Луї Аваса.
У 1853 р. майже в усіх паризьких газетах того чау з'явилася рубрика «Повідомлення телеграфного агентства», де друкувалися новини від «Авасу». У 1845 році агенція починає використовувати телеграф і 1854 р. першим голосила про початок Кримської війни. У 1870 році було підписано договір між агенціями «Ройтерз» та «Вольф» про «інформаційний розділ» світу. Так, французька агенція розповсюджувала свої новини на колонії в Африці та Азії, а також у Південній Америці.
У 1940 р., коли Франція знаходилася в окупації німецьких загарбників, агентство «Авас» було розділено на 2 частини. Рекламна служба відійшла в управління до нацистів, а інформаційний відділ перейшов до правління Віши, яке його націоналізувало та об'єднало з «Французькою агенцією інформації та друку» (French Information Office). «Французька агенція інформації та друку», в свою чергу, була підрозділом «Німецького агентства новин» (Deutsches Nachrichtenbüro).
Нова Agence Française Indépendante була заснована в Лондоні Полем-Луї Бре у 1940 році. Того ж року він підписує договір із британським Міністерством інформації та агентством «Рейтер», згідно якого близько 10 000 слів французькою мовою розповсюджувалися на території вільної Європи щоденно. Таким чином AFI пропагандувала ідеї, які залишилися від вільної французької суспільної думки та критикували режим Віші.
Вже 20 серпня 1944 р. було підписано офіційний документ, який оголошував створення «Французького Інформаційного Агентства» (Agence France-Presse).

### Розвиток та визнання
У 1944 році агенції з'являється власний белінограф — пристрій, який робив фотографії на досить великій відстані і передавав їх по телефонним та радіохвилям (подібні «телефотографічні» об'єктиви використовуються досі). Завдяки позаштатним фотографам Жоржу Меламе, Андре Рембо та Роберу Пала в AFP створюється власна служба фотографії. Ці ж фотографи висвітлювали одну з найвизначніших подій Франції — звільнення Парижу.
В 1953 році, після смерті Йосипа Сталіна, через цензуру, яка діяла в межах Радянського Союзу, навіть закордонні журналісти у Москві не мали змоги передавати останні новини вчасно. Однак AFP постійно відслідковувала повідомлення Московського радіо з Парижу і першою оголосила про смерть Сталіна, що стало справжньою сенсацією.
Станом на 1957 рік по всій Франції офіційно було зареєстровано 25 бюро, закордоном — 13. AFP мала кореспондентів у 116 країнах по всьому світу і постачала новини до 73 країн.
Вже 10 січня того ж року французький парламент затвердив Статут AFP, який визнавав її видавничу незалежність, глобальне визнання та фінансову автономність. Голова агенції, згідно статуту, обирається Радою Директорів.
У 1969 році AFP офіційно відкриває арабське представництво у Каїрі, однак 30 грудня 1987 року це відділення перемістилося до Нікосії.
6 січня 1972 року у Мюнхені, під час Олімпійських ігор, відбувся терористичний акт. AFP стала першою з усіх засобів масової інформації, яка повідомила цю новину.
У 1979 році AFP вперше використала Супутниковий зв'язок для передачі інформації.
Вже у 1983 р. AFP запроваджує власні радіопередачі, які складалися з новиннєвих та музикальних програм і передавалися на місцевих станціях. У 1985 р. створюється власне фотобюро, яке займалося саме збіркою фотографій з усього світу.
Цікаво, що за попередні 10 років роботи, завдяки комп'ютеризації та появі супутникового зв'язку, кількість переданих слів за добу зросла у 1,5 рази: 600 000 слів у 1975 р. збільшилася до 1 млн у 1985 р.
У грудні 1997 року з'явився регіональний іспанськомовний центр агенції у Монтевідео.
11 вересня 2010 року редакторський сервіс агенції переїхав до нового офісу, який знаходиться на вулиці Вів'єн у 24 окрузі Парижа.
У 2011 року прибуток від міжнародної діяльності агенції вперше перевищив домашній.
У травні 2012 року AFPTV вперше провів онлайн трансляцію, присвячену 66-й річниці Каннського кінофестивалю.

## Премії та винагороди
У 1983 році Премію Лондра отримав Патрік Мені. Ще у 1980 році Мені працював у СРСР та написав низку статей про 600 французів, які насильно утримувалися у ГУЛАГах після Другої Світової війни. У 1984 р. виходить друком його книга «Les Mains coupées de la Taïga» («Тайга, відсічена руками»).
У 1988 року Семмі Кетц отримує наступну Премію Лондра. Разом із своїм колегою з руху визволення Сержем Шаландоном протягом 6 років він висвітлював події Лівійської громадянської війни.
Наступну Премію отримали журналісти московського бюро AFP у 1995 році за висвітлення війни у Чечні. Головою Московської агенції на той час була Паола Масана.
26 травня 1999 року Мішель Муто отримує Премію Лондра за висвітлення подій конфлікту у Косово протягом 1998 року.
14 травня 2011 року Премію Лондра отримав Емануель Дюпарк, який написав ряд статей, присвячених висвітленню подій у Чечні та Афганістані у 2010 та 2011 роках.
У 2012 році на врученні премії World Press Photo в Амстердамі фотокореспонденти AFP отримали відразу три винагороди:
- Ясуоші Чіба отримав перше місце у категорії «Люди у новинах» (англ. «people in the news») за серію фотографій, які були зроблені під час цунамі в Японії в 2011 році. На той час Чіба працював у Найробі, але терміново був відправлений до рідної країни аби висвітлювати катастрофічні події;
- Друге місце зайняв фотожурналіст Масуд Хосаїні у категорії «місцеве фото» (англ. «spot photo»). Він сфотографував дівчинку у зеленому хіджабі, яка кричить серед жертв теракту 6 грудня 2011 року у Кабулі, у день Ашура;
- Третє місце у категорії «Сучасні проблеми» (англ. «contemporary issues») отримує Педро Пардо, який зробив фотографію «Насилля в Акапулько».

Вже 17 квітня 2012 року вищезазначений Масуд Хосаїіні отримує знов винагороду за те ж саме фото дівчинки в зеленому хіджабі, але цього разу Пулітцерівську.
У жовтні 2012 року визначну «Винагроду воєнного кореспондента» в Байо-Кальвадосі отримує фотожурналіст Аріс Месіні. У жовтні 2011 року Месіні працював у Лівії і зробив серію унікальних фотографій під час Битви за Сірт, у період громадянської війни. Фото було зроблене у той час, як Національна перехідна рада Лівійської Республіки оголошувала свій напад на останні угрупування прихильників Каддафі.
6 квітня 2013 року позаштатний фотограф AFP Хав'єр Манзана отримує Пулітцерівську премію. Він зняв на фотокамеру двох сирійських повстанців, які захищають свої позиції в осадженому місті Алеппо.
3 грудня 2013 року журнал Time Magazine обирає роботу Філіппе Лопеза, фотокореспондента AFP, у топ-10 фоторобіт року. Фотографія зроблена на Філіппінах, у селищі Тулуз, якраз після тайфуну. Кілька жінок звершують релігійний обряд на фоні зруйнованого міста. У 2014 році, 14 лютого, винагороду World Press Photo Awards отримують вищезазначений Філіппе Лопез у категорії «місцеве новиннєве фото» (англ. «spot news single») та Джеф Печуд у категорії «спортивний фотофакт» (англ. «Sport feature single») за фотографію з собачих перегонів, яка зроблена з вертольоту.
11 жовтня 2014 року «Винагроду воєнного кореспондента» в Байо-Кальвадосі перше місце отримує Мохамед Аль-Шейх у категорії «професіональне фото» (англ. professional photo category). Фотокореспондент зробив фото демонстрації у Бахрейні, яка відбулася у листопаді 2011 року.
17 жовтня 2014 року директор міжнародного відділу AFP Мішель Лерідон отримує винагороду «Розслідування та репортажу» на Міжнародному конгресі журналістики та інформації. Мішель Лерідон стала автором статті «Висвітлюючи ІГІЛ», яка була розміщена на блозі кореспондентів агентства.
У грудні 2014 року Булон Кілік був визнаний «Time Magazine» фотокореспондентом року за висвітлення подій на Близькому Сході та в Єропі. Таке саме знання фотограф отримав від газети «The Guardian».

## Проєкти AFP

### AFP Graphics
У 1988 році в агенції з'являється власний відділ інфографіки — AFP Graphics, який сьогодні створює близько 70 графіків на добу. За інформацією, яка надана сайтом агенції, тематично інфографіка має наступний розподіл: 31 % — політика, 27 % — економіка, 18 % — спорт, 12 % — суспільство, 10 % — загальні новини, 2 % — культура та медіа. Інфографіка доступна на 6 мовах: французька, англійська, арабська, португальська, іспанська та німецька.

### AFP forum
У 2014 році AFP запускає платформу контенту, яка доступна на усіх електронних носіях: комп'ютерах, планшетах та мобільних телефонах. AFP forum розділений на кілька розділів, серед яких домашня сторінка, текстові матеріали, фотографії, відео та графіка. Новини можна відфільтрувати за рубриками (новини, бізнес, спорт, наука), хештегами та за географічними регіонами (Африка, Північна Америка, Європа тощо). Вся інформація доступна на 8 мовах: французька, англійська, арабська, португальська, іспанська, німецька, традиційна та спрощена китайська. Загалом за добу розміщується близько 1250 ілюстрованих матеріалів, доступних у форматах XML, HTML, TXT, NewsML або WML.

### AFP Video services
У липні 2001 року агенція оголошує запуск AFP Video services — відділ, який займається відеографікою. Вже в 2007 році агенція запускає AFPTV — проєкт, на якому усі новини з 2011 року з'являються у відеоформаті HD якості. Станом на 2015 рік, щоденно на сайті з'являється 200 відео на 7 різних мовах.

### Mobile services
У 2008 році з'являється Mobile services — окрема цифрова платформа для мобільних телефонів. Новини у Mobile services доступні на 6 мовах (французька, англійська, арабська, португальська, іспанська, німецька) та розділені на 22 тематичні блоки: світові новини, світовий спорт, футбол, топ-сторі, Близький схід, новини США, новини Азії та тихоокеанського регіону, фотографії, відео, новини Великої Британії, Африка, бізнес, спорт у США, новини Південної Африки, наука, крикет, політика США, культура, Канада, стиль життя, технології та медіа, інше. Крім розділу за рубриками, новини розділені по 100 категоріях (кримінал, енергоресурси, воєнні конфлікти, права людини тощо), за 43 країнами, 70 містами 100 хештегів. Також діє загальний пошук.

### AFP Videographics
З 2011 року в агенції розробляється власна відеографіка — AFP Videographics. Події загальносуспільного інтересу малюються в об'ємному зображенні і коментуються за кадром. Наприклад, агенція пропонує продивитися відео з таких тем як видобуток енергії з відновлюваних джерел, забруднення повітря, конфлікт у Кореї, правління Єлизавети II тощо. За статистикою, щомісячно AFP Videographics виготовляє близько 100 відеоматеріалів, які доступні 6 мовах (французька, англійська, арабська, португальська, іспанська, німецька). Усі відеоматеріали доступні на власному каналі агенції на YouTube та на сайті.

### The e-diplomacy hub
У 2012 році агенція запустила проєкт «e-diplomacy». Поставляючи інформацію 4000 сторінок Twitter (відомих дипломатів) з 120 країн, кожен читач може вільно володіти сучасною інформацією, яка стосується світу дипломатії.

### Сайт AFP
У грудні 1995 року AFP створює сайт, який було повністю оновлено та вдосконалено у 2012 році.
Сайт структурований за 5 основними розділами: новини, агенція, продукція, новини AFP та продаж власних принтів (фото). На сайті можна переглянути подробиці, що стосуються проєктів агенції, дізнатися про принцип її роботи, придбати фотографії, що були зроблені фотографами AFP, переглянути список основних клієнтів, історію агенції по роках та подивитися останні новини, що стосуються самої агенції.
Сайт доступний на 6 мовах: французька, англійська, арабська, португальська, іспанська, німецька.

## AFP у соціальних мережах
У 2010 році AFP оголошує запуск власної сторінки на Facebook.
6 грудня 2011 року AFP з'являється у мережі Twitter.
У травні 2014 року з'являється сторінка AFP у мережі Instagram.
Також агенція має власні акаунти на Pinterest, Tumblr, LinkedIn, Daily Motion та Google+.

## Очільники агенції у різні роки
- 1940 рік — Поль-Луї Бре. Очільник Agence Française Indépendante (AFI) у Лондоні
- 1954—1975 рр. — Жан Марен (переобирався кожні 3 роки)
- 1975 р. — Клод Русель
- 1978 р. — Роже Бузінак
- 1979 р. — Генрі Піже
- 1987 р. — Жан-Луї Гілльо
- 1990 р. — Клод Муасі
- 1999 р. — Ерік Гіллі
- 1993 р. — Ліонель Фльорі
- 1996 р. — Жан Міо
- 2000 р. — Бертран Евено
- 2005 р. — П'єр Лует
- 2010 р. — Емануель Хуг

## AFP сьогодні
Це єдина всесвітня франкомовна агенція, що має 150 представництв у світі.
На сьогодні агенція виробляє щоденно:
- 5000 текстів, 1250 з яких проілюстровані;
- 3000 фотографій;
- 200 відео;
- 100 відеографічний матеріалів та інфографіків

Станом на 2014 рік фінансовий оборот компанії склав 228,2 млн євро. Основними напрямками розвитку агенції є розширення представництв у Бразилії, розвиток секторів спорту та відео, вдосконалення мобільних додатків та арабомовного контенту.
Кожного року AFP друкує книгу «L'Annuel», яка є збіркою найкращих власних фото за минулий рік.

## Збої в роботі
28 вересня 2024 року в Agence France-Presse (AFP) заявили, що напередодні агенція зазнала кібератаки. В агенції розповіли, що атака на ІТ-систему AFP частково вплинула на технологію передачі інформації клієнтам.

## Цікаві факти
- 1890 р. — агенція встановлює у банках «тікери» для передачі фінансових новин і результатів скачок.
- 6 березня 1953 року AFP повідомило про смерть Сталіна на 15 хвилин раніше за Москву.
- 1991 р. АФП першим взяло інтерв'ю у Горбачова, ізольованого у Форосі під час путчу.
- AFP першим повідомило про загибель принцеси Діани.